# Uriz (Castroverde)
Uriz (llamada oficialmente Santa María de Uriz) es una parroquia y una aldea española del municipio de Castroverde, en la provincia de Lugo, Galicia.

## Organización territorial
La parroquia está formada por dos entidades de población:
- A Eirexe
- Uriz

## Demografía

### Parroquia
| Gráfica de evolución demográfica de Uriz (parroquia) entre 2000 y 2019 |
|                                                                        |
| Datos según el nomenclátor publicado por el INE.                       |

### Aldea
| Gráfica de evolución demográfica de Uriz (aldea) entre 2000 y 2019 |
|                                                                    |
| Datos según el nomenclátor publicado por el INE.                   |